# Sibianul
Sibianul este un ziar săptămânal din județul Sibiu, deținut de trustul de presă Publimedia, parte a grupului Media Pro.
A fost lansat în mai 2005, fiind cel de-al șaptelea produs al rețelei de ziare locale a grupului MediaPro.
În vara anului 2008, Publimedia a decis renunțarea la ediția tipărită a ziarului Sibianul, păstrând varianta online.